# Кубок Румунії з футболу 2005—2006
Кубок Румунії з футболу 2005—2006 — 68-й розіграш кубкового футбольного турніру в Румунії. Титул здобув Рапід (Бухарест).

## 1/16 фіналу
| Команда 1                  | Рахунок      | Команда 2               |
| -------------------------- | ------------ | ----------------------- |
| 20 вересня 2005            |              |                         |
| Газ Метан (2)              | 0:0 пен. 2:4 | Оцелул                  |
| 21 вересня 2005            |              |                         |
| Кетатя (Сучава) (2)        | 2:1          | Спортул Студенцеск      |
| Глорія (Бузеу) (2)         | 1:2          | Фарул (Констанца)       |
| Отопень (2)                | 2:5          | Політехніка (Тімішоара) |
| ЧФР Тімішоара (2)          | 1:3          | Націонал (Бухарест)     |
| Рапід-2 (Бухарест) (2)     | 0:0 пен. 8:7 | Стяуа                   |
| Решица (2)                 | 0:1          | Рапід (Бухарест)        |
| Дунеря (Галац) (2)         | 0:1          | Динамо (Бухарест)       |
| Університатя (Крайова) (2) | 1:0          | ЧФР (Клуж-Напока)       |
| Уніря (Деж) (2)            | 0:2          | Політехніка (Ясси)      |
| Біхор (Орадя) (2)          | 0:2          | Джиул (Петрошань)       |
| Тирговіште (2)             | 3:2          | Арджеш                  |
| Петролул (2)               | 2:1          | Глорія (Бистриця)       |
| Каллатіс (Мангалія) (2)    | 0:2          | Пандурій                |
| Глорія-2 (Бистриця) (2)    | 1:2          | Васлуй                  |
| Брашов (2)                 | 2:2 пен. 4:6 | Бакеу                   |

## 1/8 фіналу
| Команда 1              | Рахунок      | Команда 2                  |
| ---------------------- | ------------ | -------------------------- |
| 25 жовтня 2005         |              |                            |
| Пандурій               | 0:2          | Оцелул                     |
| 26 жовтня 2005         |              |                            |
| Петролул (2)           | 2:1          | Динамо (Бухарест)          |
| Тирговіште (2)         | 1:3 дч       | Політехніка (Тімішоара)    |
| Націонал (Бухарест)    | 0:0 пен. 4:3 | Університатя (Крайова) (2) |
| Кетатя (Сучава) (2)    | 2:3          | Рапід (Бухарест)           |
| Рапід-2 (Бухарест) (2) | 3:4          | Фарул (Констанца)          |
| Бакеу                  | 0:2          | Джиул (Петрошань)          |
| Політехніка (Ясси)     | 2:1 дч       | Васлуй                     |

## 1/4 фіналу
| Команда 1          | Рахунок      | Команда 2               |
| ------------------ | ------------ | ----------------------- |
| 7 грудня 2005      |              |                         |
| Петролул (2)       | 3:2          | Політехніка (Тімішоара) |
| Оцелул             | 0:0 пен. 3:4 | Націонал (Бухарест)     |
| Політехніка (Ясси) | 0:1          | Рапід (Бухарест)        |
| Джиул (Петрошань)  | 0:1          | Фарул (Констанца)       |

## 1/2 фіналу
| Команда 1                 | Заг. | Команда 2           | 1-й матч | 2-й матч |
| ------------------------- | ---- | ------------------- | -------- | -------- |
| 22 березня/26 квітня 2006 |      |                     |          |          |
| Фарул (Констанца)         | 2:4  | Націонал (Бухарест) | 1:0      | 1:4      |
| Рапід (Бухарест)          | 7:4  | Петролул (2)        | 4:1      | 3:3      |

## Фінал
| 17 травня 2006 |

| Рапід (Бухарест) | 1:0 дч   | Націонал (Бухарест) |
| ---------------- | -------- | ------------------- |
| Нікулае 91'      | Протокол |                     |

| Національний стадіон, Бухарест Глядачів: 12 000 Арбітр: Сорін Корподян |